# 半田百合子
半田 百合子（はんだ ゆりこ、現姓：中島、1940年3月31日 - ）は、日本の元女子バレーボール選手。1964年東京オリンピックバレーボール女子金メダリスト。東洋の魔女　(Oriental Witches) の主力メンバー。

## 来歴
1940年（昭和15年）3月31日、栃木県宇都宮市大寛町に生まれる。
父の転勤により栃木県栃木市に転居し、栃木市立栃木南中学校でバレーボールを始めた。
栃木県立栃木女子高等学校時代は全く無名の選手だった。
高校卒業後、1958年に日紡（現・ユニチカ）に入社し、日紡東京で頭角を現し、日紡貝塚チームの大松博文に認められ、1959年11月に日紡貝塚チームに移籍する。
大松からの激しいしごき練習内容に「殺されそう」「もう辞めよう」と退部を申し入れながらも、大松からの慰留もあり最後までへこたれなかった。レシーブ、トス、スパイクと三拍子揃った好選手であり、運動神経のよさはチーム随一であった。そして東洋の魔女のレギュラーメンバーとして、1964年の東京オリンピック金メダル獲得に大きく貢献した。
東京五輪後に選手を引退し、1966年から京都産業大学体育講師を務めた。
その後、バレーボール界から退いて田崎真珠に入社し営業を担当。男社会の中で活躍し、大阪なんば店店長や女性初の京都ブロック長に就任した。この時期に離婚も経験した。2000年（平成12年）3月に定年退職した。
2000年（平成12年）9月の時点で2人目の夫と共に滋賀県の琵琶湖に近い別荘地で暮らしていた。
現在は講演講師を務めている。

## 球歴
- 全日本代表としての主な国際大会出場歴
  - オリンピック - 1964年
  - 世界選手権 - 1962年

## 所属チーム
- 栃木女子高校
- 日紡東京
- 日紡貝塚（-1964年）